# Jana (djur)
Jana är ett släkte av fjärilar. Jana ingår i familjen Eupterotidae.

## Bildgalleri

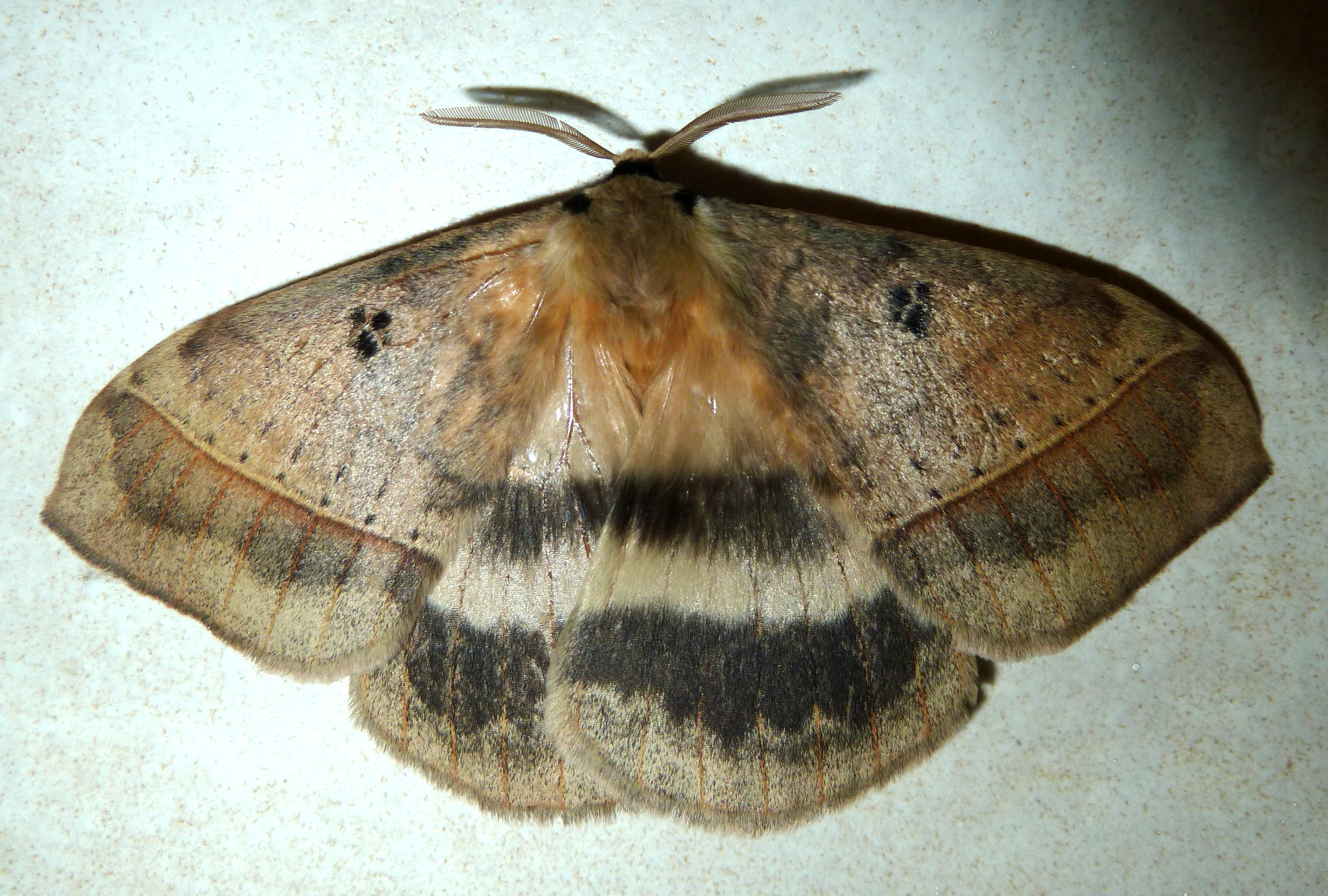
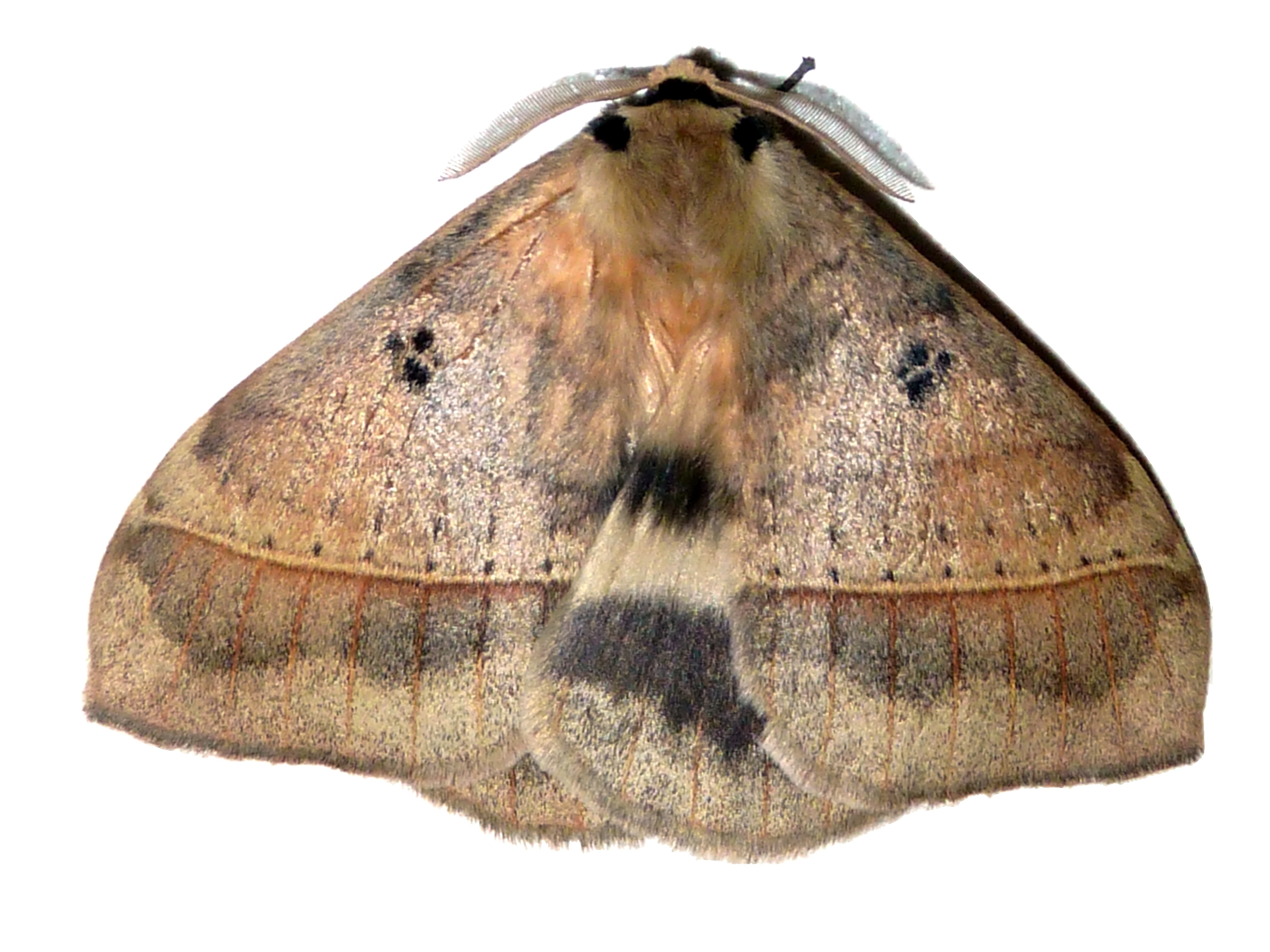
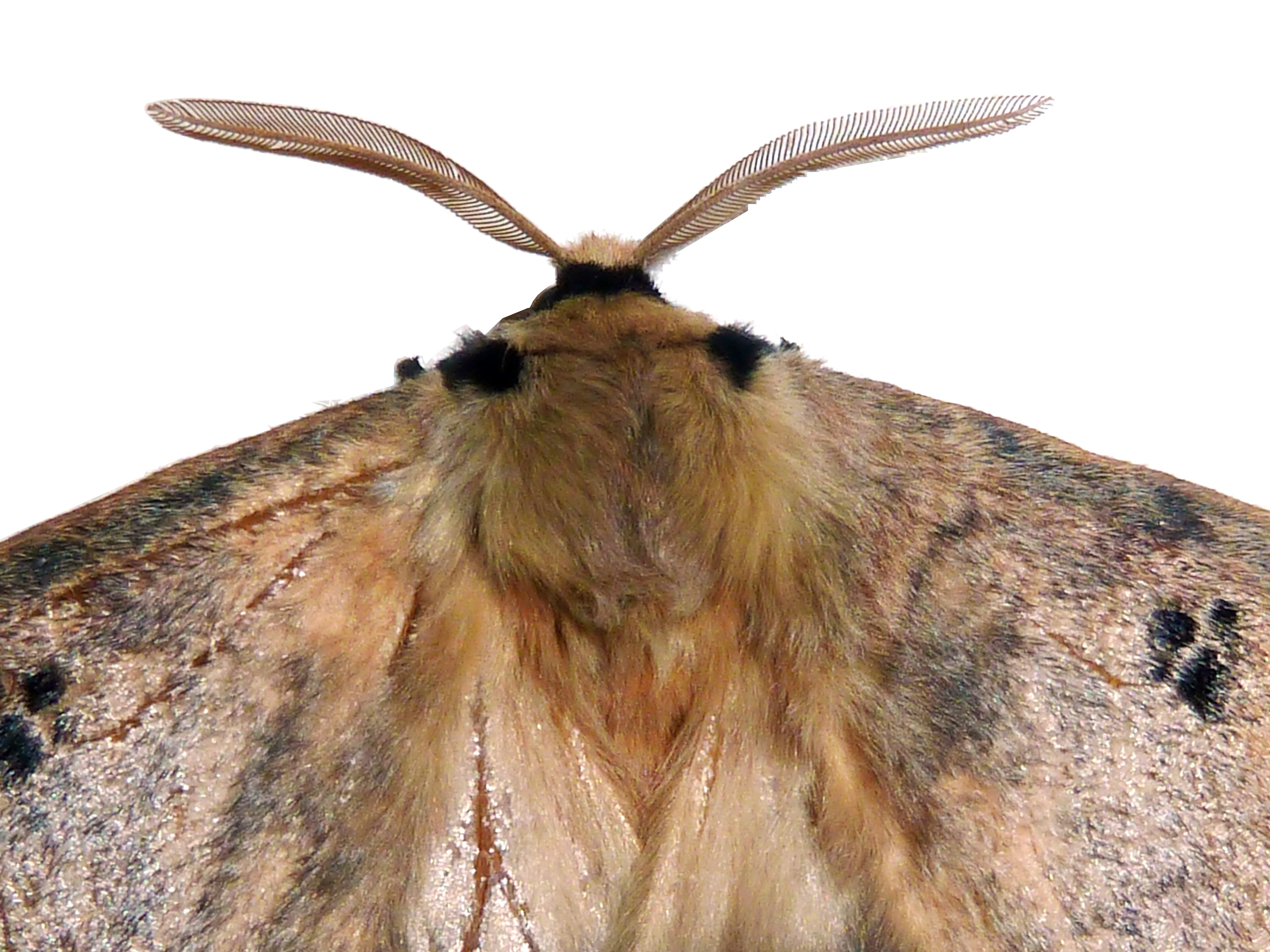

## Dottertaxa tillJana, i alfabetisk ordning[1]
- Jana agrippina
- Jana ampla
- Jana aurivilliusi
- Jana basoko
- Jana caesarea
- Jana camerunica
- Jana crepax
- Jana demoulini
- Jana eurymas
- Jana fletcheri
- Jana fontainei
- Jana forbesi
- Jana funebris
- Jana germana
- Jana gracilis
- Jana grisea
- Jana hecqui
- Jana kivuensis
- Jana nigristriata
- Jana nobilis
- Jana obscura
- Jana palliatella
- Jana plagiatus
- Jana polymorpha
- Jana preciosa
- Jana propinquestria
- Jana pseudostrigina
- Jana pujoli
- Jana rosea
- Jana roseata
- Jana seydeli
- Jana signifera
- Jana strigina
- Jana tantalus
- Jana transvaalica
- Jana vandeschricki
- Jana variegata
- Jana watsoni
- Jana viettei